# Paraliparis albeolus
Paraliparis albeolus är en fiskart som beskrevs av Schmidt, 1950. Paraliparis albeolus ingår i släktet Paraliparis och familjen Liparidae. Inga underarter finns listade i Catalogue of Life.